# إيواسا ساكوتارو
إيواسا ساكوتارو (باليابانية: 岩佐 作太郎)، من مواليد 25 سبتمبر 1879، وتوفي بتاريخ 13 فبراير 1967، سياسي شيوعي ياباني.